# 辛齐希
辛齐希（德語：Sinzig，發音：[ˈzɪntsɪç] ⓘ）是德国莱茵兰-普法尔茨州阿尔韦勒县的城市，面积41.1平方千米，2023年12月31日人口为17,399人。

## 友好城市
- 法國 大埃唐日